# فرانز بول
فرانز بول (و. 1805 – 1875 م) هو مؤرخ منطقة، ومؤرخ، وعالم عقيدة ألماني، ولد في نويبراندنبورغ، توفي في نويبراندنبورغ، عن عمر يناهز 70 عاماً.